# مسجد أحمد بن عبد الله
مسجد أحمد بن عبد الله هو أحد مساجد الكويت يقع في منطقة شرق في مدينة الكويت، وبالتحديد في حي السيد: هلال المطيري، أما موقعه الآن فيقع في الشرق، على شارع خالد بن الوليد من جهة البحر، ولقد غلب عليه اسم أحمد العبد الله، وهو إمام صلى فيه طويلاً، فنسب المسجد إليه. 
وجد ورثة السيد: سعد الناهض من ضمن أوراقه وصية مكتوباً فيها ما يفيد أن السيد: سعد الناهض اشترى أرضاً قرب بيته الواقع في (فريج) هلال بالشرق وأوصى بتخصيص هذه الأرض لبناء مسجد عليها، وقد أوصى كذلك بدفع خمسمئة روبية كإعانة منه لبناء المسجد، كما تبرع السيد سعيد بن محمد العطيبي الهاجري بجزء من أرض منزله لتكميل الأرض التي تبرع بها سعد الناهض فبنى هذا المسجد على الأرضين ولما علم أهل الخير بهذا العمل شاركوا في التبرع فيه، ونذكر منهم ملا: حسين التركيت، والسيد هلال المطيري. ولقد تم هذا العمل المبارك في عام 1333 هـ الموافق 1914م.

## الوصف العام للمسجد
1 - الموقع: يقع المسجد في منطقة الشرق من مدينة الكويت - العاصمة - على امتداد شارع خالد بن الوليد قرب البحر ويقع حالياً ضمن القرية التراثية وتنوي وزارة الأوقاف عمل توسعة وتجديد شامل للمسجد ليصبح بالصورة التي تتناسب واهتمام الدولة بالمساجد التراثية.
2 - التأسيس والتجديد: أسس المسجد ورثة سعد الناهض عام 1333هـ ـ 1914م. 
ويقول عدنان الرومي ان المسجد باسم الإمام الذي أم المصلين فيه فترة طويلة، وقامت دائرة الأوقاف العامة بتجديده عام 1347هـ - 1955م.
3 - وصف المسجد: ينقسم المسجد إلى خمسة أجزاء رئيسة، نذكرها حسب ترتيب الداخل من الباب الرئيسي المقابل لواجهة المحراب: 
1 - صحن المسجد (الفناء ـ الفضاء): ومساحته الحالية هي: 168.14م2. 
وهو يمثل الساحة المفتوحة لتحقيق الخدمات التالية: 
أ- التهوية العامة. 
ب - إقامة الصلاة في أجواء اعتدال الطقس. 
ج - استيعاب المصلين في حالات ازدحام المسجد نحو صلاة يوم الجمعة والتراويح في رمضان. 
والمدخل الرئيسي للمسجد توجد بجواره المئذنة وبجانبها غرفة صغيرة وبجوارها غرفة الإمام إلى يسار المئذنة وغرفة الميضأة والحمامات إلى يمينها. 
2 - الليوان (الممرات المغطاة) ومساحته الحالية: 48.35م2: 
ويمثل الساحة المغطاة والمفتوحة على صحن المسجد، وهي مكونة من أربع فتحات ترتكز على ثلاثة أعمدة حرة موزعة بانتظام. 
3 - حرم المسجد (المصلى -قبلية المسجد - الخلوة): ومساحته الحالية: 123.04م2. 
وهو الجزء الرئيسي من المسجد وهو مفروش بالسجاد، والداخل من الليوان إليه يشاهد مباشرة المحراب في منتصف الواجهة وهو يمثل الاتجاه نحو الكعبة المشرفة في مكة المكرمة قبلة المسلمين في أنحاء الدنيا، ويوجد على يمين ويسار المحراب عدد من الشبابيك للإضاءة والتهوية. 
4 - المئذنة (المنارة) ومساحتها الحالية: 3.14م2: 
وتمثل شعاراً وعلامة للوصول إلى المسجد كما أنها كانت في السابق قبل اكتشاف الكهرباء والإذاعة والاتصالات يصعد إليها المؤذن للنداء إلى الصلاة، فبمجرد رؤية الناس المؤذن وهو يدور حول المئذنة رافعاً صوته بالآذان يعلم الناس أنه قد حان وقت الصلاة حتى لو لم يصل الصوت إليهم، ومن هنا كانت المئذنة أعلى من أي سطح حولها وارتفاع المئذنة قرابة العشرين متراً. وهي مكونة من جزء اسطواني ثم شرفة محملة على كوابيل ثم جزء اسطواني يعلوه قبة المئذنة. 
وقبة المئذنة المخروطية مع التقوس والتحدب يعلوها الهلال الحديدي، وتظهر النوافذ الكبيرة تحت قبة المئذنة والتي يظن أنها لتمرير أكبر كمية ممكنة من الهواء إلى درج المئذنة في الداخل. 
5ـ الخدمات العامة: ومساحة هذا القسم حالياً: 127.03 م2: 
تتوزع على صحن المسجد خدمات عدة أهمها: الميضأة ودورات المياه، وغرفة للإمام وغرفة للمؤذن وحمام. 
وبذلك تكون المساحة الكلية للمسجد هي: 487.70م2. 
6ـ أبواب المسجد الرئيسية: يوجد للمسجد مدخلان رئيسان كل منهما مكون من ضلفتين، الباب الأول في الجهة الغربية والباب الآخر في الجهة الجنوبية.

## أهمية تأهيل المسجد وترميمه
إن المحافظة على أصالة المسجد وتكويناته الرئيسية القديمة يحقق عدداً من الأهداف فيما نرى وهي: 
1 - تذكير الأجيال الجديدة بما كان عليه الأجداد وربط الماضي بالحاضر. 
2 - المحافظة على طريقة البناء القديمة قدر الإمكان للتعرف على أسلوب ونمط حياة الأجداد. 
3 - المحافظة على وقفية المسجد. 
4 - تأسيس التاريخ الماضي وربطه بالحاضر والمستقبل، وإثبات حالة الحياة الاجتماعية السائدة في تلك العصور. 
5 - دراسة التطور المعماري والهندسي القديم.